# Marek Balicki
Marek Zbigniew Balicki (ur. 29 września 1953 w Słupsku) – polski lekarz, polityk, minister zdrowia w gabinetach Leszka Millera i Marka Belki (2003, 2004–2005), poseł na Sejm I, II i VI kadencji, senator V kadencji.

## Życiorys

### Wykształcenie i działalność zawodowa
W 1978 ukończył studia na Wydziale Lekarskim Akademii Medycznej w Gdańsku. Uzyskał specjalizacje w dziedzinie anestezjologii (I stopnia) i psychiatrii (II stopnia).
Pracował w szpitalu Drewnica w Ząbkach, pod koniec lat 80. pełnił funkcję ordynatora oddziału, powrócił na nią pod koniec lat 90. W latach 1990–1992 był dyrektorem tego szpitala, od 1999 do 2001 zarządzał Szpitalem Bielańskim. Podjął później zatrudnienie w Wolskim Centrum Zdrowia Psychicznego będącym jednostką organizacyjną Szpitala Wolskiego w Warszawie. Był również dyrektorem tej placówki. Działa w różnych organizacjach społecznych i zawodowych. Był inicjatorem powołania stowarzyszenia Kolegium Lekarzy Rodzinnych w Polsce. Uczestniczy w pracach Polskiego Towarzystwa Psychiatrycznego. Został członkiem zarządu Stowarzyszenia Studiów i Inicjatyw Społecznych, prezesem Warszawskiego Towarzystwa Pomocy Lekarskiej i Opieki nad Psychicznie i Nerwowo Chorymi oraz wiceprzewodniczącym Klubu Dialogu Politycznego im. Zofii Kuratowskiej.

### Działalność polityczna
W latach 80. działał w „Solidarności”, był m.in. członkiem Komitetu Strajkowego Ogólnopolskiego Strajku Okupacyjnego Służby Zdrowia, członkiem zarządu Regionu Gdańskiego i delegatem na I KZD w Gdańsku. W czasie stanu wojennego został internowany na okres około dwóch tygodni. Po zwolnieniu działał w opozycyjnych strukturach podziemnych, m.in. był współzałożycielem i redaktorem „Robotnika Lęborka”. Został aresztowany w kwietniu 1983, zwolniono go w lipcu tego roku na mocy amnestii.
Po 1989 był członkiem ROAD, później Unii Demokratycznej i Unii Wolności. W maju 1990 został wybrany na radnego miasta Ząbki, w latach 1991–1997 sprawował mandat posła I i II kadencji Sejmu. W rządzie Hanny Suchockiej był wiceministrem zdrowia (1992–1993), przewodniczył też Międzyresortowemu Zespołowi do spraw Reform Zabezpieczenia Społecznego i Systemu Świadczeń Zdrowotnych, który przygotował jeden z kilku konkurujących wówczas projektów reformy finansowania opieki zdrowotnej. Z Unii Wolności odszedł w 1997, zrezygnował wówczas z ubiegania się o mandat poselski. W latach 1998–2001 był doradcą prezydenta Aleksandra Kwaśniewskiego.
W wyniku wyborów z 2001 dostał się do Senatu z ramienia SLD-UP (jako bezpartyjny kandydat wysunięty przez Unię Pracy) z wynikiem 246 tys. głosów. W 2002, także z ramienia SLD-UP, wystartował w bezpośrednich wyborach na urząd prezydenta miasta Warszawy. Przeszedł do drugiej tury (wyprzedzając m.in. Andrzeja Olechowskiego), w której został pokonany przez Lecha Kaczyńskiego (otrzymał niemal 30% głosów). 17 stycznia 2003, po odejściu Mariusza Łapińskiego, został ministrem zdrowia. Odszedł z tego urzędu 2 kwietnia tegoż roku, gdy wbrew jego stanowisku szefem NFZ został Aleksander Nauman, były współpracownik Mariusza Łapińskiego. W marcu 2004 był jednym ze współzałożycieli Socjaldemokracji Polskiej. 15 lipca 2004 przyjął propozycję kierowania resortem zdrowia w rządzie Marka Belki (zastąpił Mariana Czakańskiego).
Jako minister zdrowia przeprowadził w parlamencie ustawę o świadczeniach opieki zdrowotnej finansowanych ze środków publicznych i ustawę o Narodowym Programie Zwalczania Chorób Nowotworowych. Starał się doprowadzić do uchwalenia ustawy o oddłużeniu szpitali poprzez przekształcenie ich w spółki użyteczności publicznej, którą wstępnie przygotował wicepremier Jerzy Hausner; ostatecznie Sejm zgodził się na przyjęcie jedynie przepisów dotyczących pomocy publicznej dla zadłużonych placówek. W 2005 nie kandydował w wyborach do parlamentu. W wyborach samorządowych w 2006 został wybrany do sejmiku mazowieckiego. Przez rok pełnił funkcję wiceprzewodniczącego sejmiku.
W wyborach parlamentarnych w 2007 ponownie uzyskał mandat poselski, startując z listy koalicji Lewica i Demokraci i otrzymując w okręgu podwarszawskim 19 034 głosy. Od 22 kwietnia 2008 był posłem Koła Poselskiego SDPL-Nowa Lewica. 26 września 2008 odszedł z SDPL, pozostając w jej kole poselskim. Zrezygnował z członkostwa w nim 15 czerwca 2009. Pod koniec września 2010 przystąpił do klubu Sojuszu Lewicy Demokratycznej (przemianowanego KP Lewica). W 2011 nie uzyskał reelekcji w wyborach krajowych. W 2012 dołączył do think tanku Ruchu Palikota. Od 2013 ponownie związany z SLD jako ekspert tej partii w dziedzinie polityki zdrowotnej. W marcu tego samego roku został także członkiem tego ugrupowania. W wyborach do Parlamentu Europejskiego w 2014 startował z listy koalicji SLD-UP w okręgu nr 4 Warszawa I i nie uzyskał mandatu posła, zdobywając 4558 głosów.
W październiku 2015 został członkiem Narodowej Rady Rozwoju powołanej przez prezydenta Andrzeja Dudę. Wkrótce potem objął kierownictwo biura pilotażu Narodowego Programu Zdrowia Psychicznego, w ramach którego zaplanowano utworzyć ambulatoryjne centra opieki psychiatrycznej. W lipcu 2019 mianowany pełnomocnikiem ministra zdrowia do spraw reformy w psychiatrii. W lutym 2021 prezydent Andrzej Duda powołał go na członka Rady do spraw Ochrony Zdrowia.

## Odznaczenia
- Krzyż Oficerski Orderu Odrodzenia Polski (2024)[12]
- Krzyż Kawalerski Orderu Odrodzenia Polski (2019)[13]
- Krzyż Wolności i Solidarności (2019)[14]
- Złoty Krzyż Zasługi (2016)[15]

## Poglądy
Określa się jako polityk lewicy (na początku lat 90. był w tzw. socjaldemokratycznym skrzydle Unii Demokratycznej). Deklaruje się jako zwolennik liberalizacji prawa do aborcji. Na początku lat 90. zaangażował się w zbieranie podpisów obywateli na rzecz przeprowadzenia referendum w sprawie dopuszczalności aborcji. Określa się również jako zwolennik depenalizacji posiadania niewielkiej ilości narkotyków na własny użytek, taką propozycję zakładał przygotowany w okresie pełnienia przez niego funkcji ministra zdrowia w 2005 projekt ustawy o przeciwdziałaniu narkomanii, który w tej formie nie został jednak skierowany do Sejmu.

## Życie prywatne
Żonaty z Bożeną, ma dwoje dzieci: Andrzeja i Ewę.